# ياكوب يوزيف أورلينسكي
ياكوب يوزيف أورلينسكي (بالبولندية: Jakub Józef Orliński)، ولد في 8 دجنبر 1980 في وارسو، هو مغني أوبرا كاونترتينور بولندي.

## نشأته
درس أورلينسكي الموسيقى في جامعة فريديريك شوبان للموسيقى بوارسو حيث حصل على مستوى الباكالوريوس في 2012. كانت بداياته الموسيقية، منذ 2011، عبر تأدية مقاطع أوبرا خلال مسابقات في أوروبا والولايات المتحدة.

## مسيرته الفنية
في 2012، استفاد ياكوب من برنامج تكوين الفنانين الشباب التابع لأوبرا وارسو الوطنية، حيث صقل مواهبه في الأداء المسرحي وتميز في دور الساحر الثاني في أوبرا ديدو وإينياس ودور أرييل في أوبرا العاصفة وهما معا من تأليف الموسيقار هنري برسل. في 2014 و2015 أدى الأدوار الرئيسية لثلاث أوبرات لهاندل : ألسينا وأغريبينا وريكاردو بريمو، في عروض قدمت في أوبرا وارسو الوطنية ومسرح آخن وأوبرا لايبزيغ.
في 2015 انتقل للولايات المتحدة للتتلمذ على يد إيديث فينس في مدرسة جوليارد في نيويورك. شارك هناك في العديد من المسابقات والعروض حيث أدى أعمال كافالي وجوناثان دوف وهاندل. حصد العديد من الجوائز في الولايات المتحدة وتمكن من الفوز بمسابقة الاستماع العريقة لأوبرا الميتروبوليتان في نيويورك.

## جوائزه
- الجائزة الأولى لمسابقة مارسيلا كوتشانسكا سمربريش للغناء، نيويورك، الولايات المتحدة (2015).[5]
- الجائزة الأولى لجائزة ليندون وودسايد أوراطوريو، نيويورك، الولايات المتحدة (2016).
- الجائزة الأولى لمسابقة الاستماع لأوبرا الميتروبوليتان، نيويورك، الولايات المتحدة (2016).

## حياته الشخصية
إضافة إلى مسيرته في مجال الأوبرا، يمارس أورلينسكي أيضا رقص البريك دانس.

## روابط خارجية
- ياكوب يوزيف أورلينسكي على موقع IMDb (الإنجليزية)
- ياكوب يوزيف أورلينسكي على موقع ميوزك برينز (الإنجليزية)
- ياكوب يوزيف أورلينسكي على موقع أول ميوزيك (الإنجليزية)
- ياكوب يوزيف أورلينسكي على موقع ديسكوغز (الإنجليزية)